# イリヤ・アベルブフ
イリヤ・イジャスラーヴォヴィチ・アベルブフ（ロシア語: Илья Изяславович Авербух、ラテン翻字：Ilia Izyaslavovich Averbukh、1973年12月18日 - ）は、ロシア出身の男性フィギュアスケート選手。2002年ソルトレイクシティオリンピックアイスダンス銀メダリスト。2002年世界フィギュアスケート選手権アイスダンスチャンピオン。パートナーはマリナ・アニシナとイリーナ・ロバチェワ。ロシア語読みでは「イリヤー・イズィスラーヴァヴィチュ・アヴィルブーフ」が近い。

## 経歴
モスクワに生まれ、5歳のときにスケートを始めた。幼い頃はテニス選手になりたかったという。ジュニア時代にはマリナ・アニシナとカップルを結成し、1990年と1992年の世界ジュニア選手権で優勝を果たしたが、幼馴染であったイリーナ・ロバチェワと恋に落ち、アニシナとのカップルを解消して1993年にロバチェワとカップルを組むことになった。
1993-1994年シーズンより国際大会へ出場。1994年世界選手権へも出場を果たし、私生活では1995年にパートナーのロバチェワと結婚するに至る。1995-1996年シーズンに創設されたISUグランプリシリーズ（当時の名称はISUチャンピオンシリーズ）へ出場し、以後表彰台の常連となる。1997年にはロシア選手権で初優勝を飾り、強豪カップルとして注目されるようになったが、1998年長野オリンピックでは5位入賞に留まり、メダル獲得はならなかった。
2000-2001年シーズン、ISUグランプリファイナルで自身最高位の2位となり、2001年欧州選手権および2001年世界選手権ではともに3位となり初のメダルを獲得した。翌2001-2002年シーズン、ケガの影響からISUグランプリシリーズには出場できなかったが、ロシア選手権で4度目の優勝を果たした。2度目のオリンピックとなったソルトレイクシティオリンピックでは、フランスに移籍した元パートナーのマリナ・アニシナ&グウェンダル・ペーゼラ組に敗れたものの銀メダルを獲得した。オリンピック後に行われた2002年世界選手権では初優勝を飾った。
翌2002-2003年シーズン、グランプリファイナルおよび2003年欧州選手権で初優勝を飾り、2003年世界選手権で2位となりアマチュアを引退。プロフィギュアスケーターとして活動を始める傍ら、アイスショー「Ice Symphony」等のプロデューサーとしても活動。
しかし2007年、妻ロバチェワとの離婚が報じられた。彼等の間には2004年に生まれた息子マルティンがいる。

## 主な戦績
- 戦績はイリーナ・ロバチェワとのカップル時

| 大会/年            | 1993-94 | 1994-95 | 1995-96 | 1996-97 | 1997-98 | 1998-99 | 1999-00 | 2000-01 | 2001-02 | 2002-03 |
| ------------------ | ------- | ------- | ------- | ------- | ------- | ------- | ------- | ------- | ------- | ------- |
| オリンピック       |         |         |         |         | 5       |         |         |         | 2       |         |
| 世界選手権         | 13      | 15      | 6       | 7       | 4       | 4       | 4       | 3       | 1       | 2       |
| 欧州選手権         |         | 9       | 5       | 5       | 4       | 3       | 4       | 3       | 3       | 1       |
| ロシア選手権       | 2       | 3       | 3       | 1       | 2       | 2       | 1       | 1       | 1       |         |
| GPファイナル       |         |         |         | 5       | 4       | 3       | 4       | 2       |         | 1       |
| GPロシア杯         |         |         | 2       | 2       | 2       |         |         | 2       |         | 1       |
| GPNHK杯            |         | 8       |         |         |         | 2       | 2       |         |         | 1       |
| GPラリック杯       | 1       |         |         |         |         |         |         | 2       |         |         |
| GPスケートアメリカ |         |         | 2       | 2       | 2       | 2       | 2       |         |         |         |
| GPスケートカナダ   |         |         | 4       |         | 3       |         |         |         |         |         |
| GPネイションズ杯   |         |         | 3       | 4       |         |         |         |         |         |         |

### 詳細
| 2002-2003 シーズン     |                                                      |    |    |    |      |
| 開催日                 | 大会名                                               | CD | OD | FD | 結果 |
| 2003年3月24日-30日     | 2003年世界フィギュアスケート選手権（ワシントンD.C.） | 1  | 1  | 2  | 2    |
| 2003年1月20日-26日     | 2003年ヨーロッパフィギュアスケート選手権（マルメ）   | 1  | 1  | 1  | 1    |
| 2002年11月28日-12月1日 | ISUグランプリシリーズ NHK杯（京都）                  | 1  | 1  | 1  | 1    |
| 2002年11月22日-24日    | ISUグランプリシリーズ ロシア杯（モスクワ）           | 1  | 1  | 1  | 1    |